# 미야코 유우나
미야코 유우나(일본어: 都 優奈 みやこ ゆうな[*], 5월 8일 - )는 다카라즈카 가극단 호시구미에 소속된 여역이다.
후쿠오카현 후쿠오카시 출신, 후쿠오카죠가쿠인고등학교 출신이다. 키 163cm, 애칭은 "유우나(ゆうな)", "NEYSAN"이다.

## 약력
2014년, 다카라즈카 음악학교에 입학,
2016년, 다카라즈카 가극단 102기생으로 입단. 호시구미 공연 「박쥐/ THE ENTERTAINER!」로 초무대. 그 후, 호시구미에 배속

## 주요 무대
| 기간 (월) | 소속 | 제목                                             | 공연장                                 | 배역                            | 비고                   |
| --------- | ---- | ------------------------------------------------ | -------------------------------------- | ------------------------------- | ---------------------- |
| 2016년    |      |                                                  |                                        |                                 |                        |
| 3- 4      | 호시 | 박쥐                                             | 다카라즈카 대극장                      |                                 | 초무대                 |
| 3- 4      | 호시 | THE ENTERTAINER!                                 | 다카라즈카 대극장                      |                                 | 초무대                 |
| 5 - 6     | 호시 | 박쥐                                             | 도쿄 다카라즈카 극장                   |                                 |                        |
| 5 - 6     | 호시 | THE ENTERTAINER!                                 | 도쿄 다카라즈카 극장                   |                                 |                        |
| 8 - 11    | 호시 | 벛꽃에 춤 추춰라 -SAMURAI The FINAL-             | 다카라즈카 대극장 도쿄 다카라즈카 극장 | 사부로 (신인공연)               | 본역 : 미토 쿠라라     |
| 8 - 11    | 호시 | 로망스!! (Romance)                               | 다카라즈카 대극장 도쿄 다카라즈카 극장 |                                 |                        |
| 2017년    |      |                                                  |                                        |                                 |                        |
| 1         | 호시 | 타오르는 바람 -군사 타케나카 한베에-             | 바우홀                                 | 오다가의 여자                   |                        |
| 3 - 6     | 호시 | THE SCARLET PIMPERNEL                            | 다카라즈카 대극장 도쿄 다카라즈카 극장 | 민중                            |                        |
| 7 - 8     | 호시 | 아테루이 -ATERUI-                                | 드라마시티 일본청년관                  | 화아녀                          |                        |
| 9 - 12    | 호시 | 베를린, 나의 사랑                                | 다카라즈카 대극장 도쿄 다카라즈카 극장 | 레뷰걸 (신인공연)               | 본역 : 오토사키 이츠키 |
| 9 - 12    | 호시 | Bouquet de TAKARAZUKA                            | 다카라즈카 대극장 도쿄 다카라즈카 극장 |                                 |                        |
| 2018년    |      |                                                  |                                        |                                 |                        |
| 2         | 호시 | 닥터 지바고                                      | 드라마시티 TBS아카사카ACT시어터        | 프레리 / 폴랴                   |                        |
| 4 - 7     | 호시 | ANOTHER WORLD                                    | 다카라즈카 대극장 도쿄 다카라즈카 극장 | 오노노 코마치 (신인공연)        | 본역 : 카토리 레이라   |
| 4 - 7     | 호시 | Killer Rouge                                     | 다카라즈카 대극장 도쿄 다카라즈카 극장 |                                 |                        |
| 8 - 9     | 호시 | New Wave! -호시-                                 | 바우홀                                 |                                 |                        |
| 10        | 호시 | 데뷔탕트                                         | 바우홀                                 |                                 |                        |
| 2019년    |      |                                                  |                                        |                                 |                        |
| 1 - 3     | 호시 | 안개 깊은 엘베 강가                              | 다카라즈카 대극장 도쿄 다카라즈카 극장 | 에리카 (신인공연)               | 본역 : 카토리 레이라   |
| 1 - 3     | 호시 | ESTRELLAS ~별들~                                 | 다카라즈카 대극장 도쿄 다카라즈카 극장 |                                 |                        |
| 5         | 호시 | 카마타리 -꿈의 마호로바, 야마토시 우루와시-      | 드라마시티 일본청년관                  | 쿠라모치씨의 킨슈 / 채녀        |                        |
| 7 - 10    | 호시 | GOD OF STARS -식성-                              | 다카라즈카 대극장 도쿄 다카라즈카 극장 | 드래곤 보트의 가수 (신인공연)   | 본역 : 오토사키 이츠키 |
| 7 - 10    | 호시 | Éclair Brillant                                  | 다카라즈카 대극장 도쿄 다카라즈카 극장 |                                 |                        |
| 11 - 12   | 호시 | 타츠노미야 이야기                                | 바우홀                                 | 시마무라 마츠코 / 가신          |                        |
| 2020년    |      |                                                  |                                        |                                 |                        |
| 2 - 3     | 호시 | 현요의 계곡 ~내려온 샛별~                        | 다카라즈카 대극장                      | 누르 (신인공연)                 | 본역 : 무라사키 리라   |
| 2 - 3     | 호시 | Ray -별의 광선-                                  | 다카라즈카 대극장                      |                                 |                        |
| 7 - 9     | 호시 | 현요의 계곡 ~내려온 샛별~                        | 도쿄 다카라즈카 극장                   |                                 |                        |
| 7 - 9     | 호시 | Ray -별의 광선-                                  | 도쿄 다카라즈카 극장                   |                                 |                        |
| 11        | 호시 | 엘 아르콘 -매-                                   | 우메다예술극장                         | 시녀 / 주양의 가수              |                        |
| 11        | 호시 | Ray -별의 광선-                                  | 우메다예술극장                         |                                 |                        |
| 2021년    |      |                                                  |                                        |                                 |                        |
| 2 - 3     | 호시 | 로미오와 줄리엣                                  | 다카라즈카 대극장                      |                                 |                        |
| 7         | 호시 | VERDAD!!                                         | 마이하마안피시어터                     |                                 |                        |
| 9 - 12    | 호시 | 야규인법첩                                       | 다카라즈카 대극장 도쿄 다카라즈카 극장 | 텐마루의 언니 오토리 (신인공연) | 본역 : 오토사키 이츠키 |
| 9 - 12    | 호시 | 모어 댄디즘!                                     | 다카라즈카 대극장 도쿄 다카라즈카 극장 |                                 |                        |
| 2022년    |      |                                                  |                                        |                                 |                        |
| 2         | 호시 | 왕가에 바치는 노래                               | 미소노좌                               | 죄수 마리스                     | 첫 에트와르            |
| 4 - 7     | 호시 | 다시 만나 재회 next generation -한밤중의 의뢰인- | 다카라즈카 대극장 도쿄 다카라즈카 극장 | 마담 슈티아 에메로드 (신인공연) | 본역 : 미호 케이코     |
| 4 - 7     | 호시 | Gran Cantante!!                                  | 다카라즈카 대극장 도쿄 다카라즈카 극장 |                                 |                        |